# Tessa Thompson
Tessa Lynn Thompson (sinh ngày 3 tháng 10 năm 1983) là một nữ diễn viên người Mỹ. Cô bắt đầu sự nghiệp diễn xuất chuyên nghiệp của mình với Los Angeles Women's Shakespeare Company khi đang theo học tại Santa Monica College . Cô xuất hiện trong các tác phẩm The Tempest và Romeo và Juliet, tác phẩm sau đó đã mang về cho cô một đề cử Giải thưởng Nhà hát NAACP. Bước đột phá của cô đến với các vai chính trong phim truyền hình độc lập Mississippi Damned (2009) của Tina Mabry và phim truyền hình For Colored Girls (2010) của Tyler Perry.
Thompson đã được chú ý nhờ những màn trình diễn đầu tiên của cô trong bộ phim hài - chính kịch Dear White People, và với vai nhà hoạt động dân quyền Diane Nash trong bộ phim lịch sử Selma của Ava DuVernay (cả hai đều vào năm 2014). Cô đã được chú ý chính nhờ các vai diễn trong các bộ phim nhượng quyền thương mại với vai Bianca Taylor trong các bộ phim truyền hình thể thao Creed (2015) và Creed II (2018), và vai chính Valkyrie trong các phim siêu anh hùng của Vũ trụ Điện ảnh Marvel Thor: Ragnarok (2017), Avengers: Endgame (2019), Thor: Love and Thunder (2022), và The Marvels (2023) cũng như vai chính của cô trong loạt phim khoa học viễn tưởng Men in Black: International (2019). Cô cũng nhận được nhiều lời khen ngợi từ giới phê bình khi tham gia các bộ phim độc lập như bộ phim hài đen tối Sorry to Bother You (2018), bộ phim kinh dị tội phạm Little Woods (2018), bộ phim kinh dị khoa học viễn tưởng Annihilation (2018), bộ phim tình cảm Sylvie's Love (2020), và phim drama Passing (2021), phần sau của phim đã mang về cho cô một đề cử Giải thưởng Điện ảnh của Viện Hàn lâm Anh.
Trên truyền hình, cô đóng vai chính trong bộ phim truyền hình Veronica Mars (2005–2006), bộ phim truyền hình Copper (2012–2013) và loạt phim khoa học viễn tưởng Westworld (2016–nay). Cô đã nhận được một đề cử giải Primetime Emmy cho công việc của cô với tư cách là nhà sản xuất trên Sylvie's Love. Năm 2017, cô nhận được đề cử Giải thưởng Ngôi sao đang lên của BAFTA .

## Thời thơ ấu
Thompson sinh ngày 3 tháng 10 năm 1983, tại Los Angeles, California và lớn lên giữa Los Angeles và Brooklyn, New York. Cha cô, ca sĩ kiêm nhạc sĩ Marc Anthony Thompson, là người Afro-Panamanian và là người sáng lập tập đoàn âm nhạc Chocolate Genius, Inc. Mẹ cô mang dòng máu lai Mexico và nửa gốc Âu. Em gái cùng cha khác mẹ của cô, Zsela, là một ca sĩ và nhạc sĩ.
Thompson theo học tại trường trung học Santa Monica, nơi cô đóng vai Hermia trong vở kịch A Midsummer Night's Dream dành cho học sinh, và theo học tại Đại học Santa Monica (SMC), nơi cô học nhân học văn hóa. Khi ở SMC, cô cũng tham gia các bài giảng của Lisa Wolpe thuộc Công ty Shakespeare dành cho phụ nữ Los Angeles (LAWSC).

## Đời tư
Thompson tiết lộ vào tháng 6 năm 2018 rằng cô ấy bị thu hút bởi cả nam giới và nữ giới, nhưng chọn không gắn mác mình là người lưỡng tính.

## Danh sách phim

### Điện ảnh
| Năm  | Tiêu đề                         | Vai diễn                | Ghi chú                        | Nguồn             |
| ---- | ------------------------------- | ----------------------- | ------------------------------ | ----------------- |
| 2006 | When a Stranger Calls           | Scarlet                 |                                | [ 10 ]            |
| 2008 | Make It Happen                  | Dana                    |                                | [ 11 ]            |
| 2008 | The Human Contract              | Waitress                |                                | [ 12 ]            |
| 2009 | Mississippi Damned              | Kari Peterson           |                                | [ 13 ]            |
| 2010 | Everyday Black Man              | Claire                  |                                | [ 14 ]            |
| 2010 | Exquisite Corpse                | Liz                     |                                | [ 15 ]            |
| 2010 | For Colored Girls               | Nyla Adrose             |                                | [ 16 ]            |
| 2011 | Periphery                       | Caitlin                 |                                | [ 17 ]            |
| 2011 | Red & Blue Marbles              | Becca                   |                                | [ 17 ]            |
| 2012 | Murder on the 13th Floor        | Nia Palmer              |                                | [ 18 ]            |
| 2013 | Automotive                      | Maggie                  |                                | [ 19 ]            |
| 2014 | Dear White People               | Samantha "Sam" White    |                                | [ 20 ]            |
| 2014 | Grantham & Rose                 | Wallis                  | Also associate producer        | [ 21 ]            |
| 2014 | Points of Origin                | Rosemary                | Phim ngắn                      | [ 22 ]            |
| 2014 | Selma                           | Diane Nash              |                                | [ 23 ]            |
| 2015 | The Grand Romantic              | Cindy                   | Phim ngắn                      | [ 24 ]            |
| 2015 | Creed                           | Bianca Taylor           | Kiêm soạn nhạc                 | [ 25 ]            |
| 2016 | War on Everyone                 | Jackie Hollis           |                                | [ 26 ]            |
| 2016 | Salt Water                      | Brit                    |                                | [ cần dẫn nguồn ] |
| 2017 | South Dakota                    | Chris                   |                                | [ 27 ]            |
| 2017 | Thor: Tận thế Ragnarok          | Valkyrie / Scrapper 142 |                                | [ 28 ]            |
| 2018 | Sorry to Bother You             | Detroit                 |                                | [ 29 ]            |
| 2018 | Vùng hủy diệt                   | Josie Radek             |                                | [ 30 ]            |
| 2018 | Furlough                        | Nicole Stevens          |                                | [ 31 ]            |
| 2018 | Little Woods                    | Oleander "Ollie" Hale   | Kiêm giám đốc sản xuất         | [ 32 ]            |
| 2018 | Dirty Computer                  | Zen / Mary Apple 53     | Phim ngắn                      | [ 33 ]            |
| 2018 | Creed II                        | Bianca Taylor           | Kiêm soạn nhạc                 | [ 34 ]            |
| 2019 | Brave Girl Rising               | Nasro (voice)           | Phim ngắn                      | [ 35 ]            |
| 2019 | Avengers: Hồi kết               | Valkyrie                |                                | [ 36 ]            |
| 2019 | Đặc vụ áo đen: Sứ mệnh toàn cầu | Molly Wright / Đặc vụ M |                                | [ 37 ]            |
| 2019 | Between Two Ferns: The Movie    | Chính mình              |                                | [ 38 ]            |
| 2019 | Lady and the Tramp              | Lady                    | Lồng tiếng                     | [ 39 ]            |
| 2020 | Sylvie's Love                   | Sylvie Parker           | Kiêm giám đốc sản xuất         | [ 40 ]            |
| 2021 | Passing                         | Irene Redfield          |                                | [ 41 ]            |
| 2022 | Thor: Tình yêu và sấm sét       | Valkyrie                | Post-production                |                   |
| 2022 | The Listener                    | Beth                    | Post-production; also producer | [ 42 ]            |
| 2023 | Creed III: Tay đấm huyền thoại  | Bianca Taylor           |                                | [ 43 ]            |
| 2023 | The Marvels                     | Valkyrie                |                                | [ 44 ]            |

### Truyền hình
| Năm       | Tiêu đề                      | Vai diễn                         | Ghi chú                                    | Nguồn  |
| --------- | ---------------------------- | -------------------------------- | ------------------------------------------ | ------ |
| 2005      | Cold Case                    | Wilhelmina "Billie" Doucette     | Episode: "Best Friends"                    | [ 45 ] |
| 2005–2006 | Veronica Mars                | Jackie Cook                      | Main role (12 episodes)                    | [ 46 ] |
| 2006      | Grey's Anatomy               | Camille Travis                   | 2 episodes                                 | [ 47 ] |
| 2006      | The Initiation of Sarah      | Esme                             | Television film                            | [ 48 ] |
| 2007      | Hidden Palms                 | Nikki Barnes                     | Main role (7 episodes)                     | [ 49 ] |
| 2008      | Life                         | Liza                             | Episode: "Trapdoor"                        | [ 50 ] |
| 2009      | Mental                       | Lainey Jefferson                 | Episode: "Lines in the Sand"               | [ 51 ] |
| 2009      | Private Practice             | Zoe                              | 2 episodes                                 | [ 51 ] |
| 2009      | Heroes                       | Rebecca Taylor                   | 3 episodes                                 | [ 48 ] |
| 2009      | Three Rivers                 | Penelope Kirkell                 | Episode: "A Roll of the Dice"              | [ 51 ] |
| 2010      | Betwixt                      | Jenny                            | Television pilot                           | [ 52 ] |
| 2010      | Blue Belle                   | Blue                             | Lead role (5 episodes)                     | [ 53 ] |
| 2010–2011 | Detroit 1-8-7                | Lauren Washington                | 3 episodes                                 | [ 54 ] |
| 2011      | Off the Map                  | Sydney                           | Episode: "A Doctor Time Out"               | [ 51 ] |
| 2011      | Rizzoli & Isles              | FBI Agent Anna Farrell           | Episode: "He Ain't Heavy, He's My Brother" | [ 51 ] |
| 2012–2013 | 666 Park Avenue              | Laurel Harris / Sasha Doran      | 5 episodes                                 | [ 48 ] |
| 2012–2013 | Copper                       | Sara Freeman                     | Main role (22 episodes)                    | [ 55 ] |
| 2016      | BoJack Horseman              | Tanisha                          | Voice; Episode: "Love And/Or Marriage"     | [ 56 ] |
| 2016–nay  | Westworld                    | Charlotte Hale Dolores Abernathy | Main role (18 episodes)                    | [ 46 ] |
| 2018      | Portlandia                   | Bailey                           | Episode: "Rose Route"                      | [ 57 ] |
| 2018      | Dear White People            | Rikki Carter                     | 2 episodes                                 | [ 58 ] |
| 2019      | Tuca & Bertie                | Sophie Black                     | Voice; Episode: "The Sex Bugs"             | [ 59 ] |
| 2019      | Drunk History                | Eartha Kitt                      | Episode: "Fame"                            | [ 60 ] |
| 2020      | RuPaul's Drag Race All Stars | Chính mình                       | Episode: "I'm In Love!"                    | [ 61 ] |
| 2021      | Loki                         | Valkyrie                         | Archive footage from Thor: Ragnarok        |        |